# Конструкторське бюро
Конструкторське бюро (КБ), відділ головного конструктора — позначення радянських часів для галузевих організацій, що займалися розробкою (проєктуванням) нової техніки.
КБ, ОКБ або СКТБ мало номер, відомчу приналежність і, іноді, найменування.
В наш час конструкторські бюро це, здебільшого, комерційні організації, підрядники, що займаються розробкою інженерного проєкту.